# Porte-manteaumorfeem
Een porte-manteaumorfeem is in de morfologie de naam voor een enkel morfeem dat verschillende soorten informatie tegelijkertijd verschaft. Een porte-manteaumorfeem is niet te scheiden in aparte segmenten die elk een verschillende betekenis weergeven, verandering van een van de elementen betekent dat het morfeem in zijn geheel vervangen moet worden. Porte-manteaumorfemen komen vooral voor in fusionele en polysynthetische talen.
Een van de weinige porte-manteaumorfemen in het Nederlands is de uitgang -t in de tegenwoordige tijd van het werkwoord. Deze uitgang geeft zowel aan dat het onderwerp in de tweede of derde persoon staat (dus niet in de eerste persoon), als dat het onderwerp enkelvoudig is. Het morfeem -t geeft dus tegelijkertijd informatie over de categorie persoon als de categorie getal.
Porte-manteaumorfemen komen veel vaker voor in bijvoorbeeld het Latijn; het woord boni betekent "goede mannen". De uitgang -i geeft tegelijk informatie over het geslacht (mannelijk), de naamval (nominatief) en het getal (meervoud). Verandering van slechts een van deze betekenissen vereist een volledig andere uitgang:
- (nominatief, mannelijk) enkelvoud: -us
- (nominatief, meervoud) vrouwelijk: -ae
- (mannelijk, meervoud) accusatief: -os

Een voorbeeld uit het Russisch is de uitgang -ах (-ach), zoals in в городах (v gorodach, in de steden), die aangeeft dat het woord zowel in de locatief als in het meervoud staat. Een agglutinerende taal als het Hongaars gebruikt in zo'n geval twee aparte uitgangen: a város-ok-ban, waarbij -ok het meervoud vormt en -ban de betekenis "in" weergeeft.